# Godfrey Hounsfield
Godfrey Newbold Hounsfield CBE, FRS (28 de agosto de 1919 – 12 de agosto de 2004) foi um engenheiro eletricista britânico, que compartilhou o Prêmio Nobel de Fisiologia ou Medicina em 1979 com Allan Cormack, por sua parte no desenvolvimento da técnica de diagnóstico da tomografia computadorizada de raios X.
Seu nome é imortalizado na escala Hounsfield, uma medida quantitativa de radiodensidade usada na avaliação de tomografias computadorizadas. A escala é definida em unidades de Hounsfield (símbolo HU), que vão do ar a -1 000 HU, através da água a 0 HU e até osso cortical denso a +1 000 HU e mais.

## Contribuição à Medicina
Hounsfield apresentava um bom conhecimento na área da computação, o que fez liderar, em 1959, a produção do primeiro computador britânico transistorizado. Com isso, em 1971, desenvolveu o primeiro equipamento de tomografia computadorizada, que era capaz de processar imagens do crânio e encéfalo. Para realizar isso, Hounsfield estipulou um aparelho como uma máquina de raio-X que processasse as imagens em fatias finas. Afinal, com essas fatias, seria obtida uma representação exata dos tecidos, órgãos e outras estruturas dos pacientes. Tal feito possibilitou um grande avanço na medicina, afinal com essa tecnologia os médicos não mais precisavam realizar cirurgias para analisar os tecidos do cérebro e crânio.  

Posteriormente, em 1975, obteve o êxito com a realização da primeira máquina que não mais processava só imagens do encéfalo e crânio, mas que era capaz de escanear qualquer parte do corpo humano, devido às técnicas da tomografia computadorizada.